# Уорай
Уорай (якут.  ) — опустевшее село в Амгинском улусе Якутии России. Входит в состав Бетюнского наслега.

## География
Село расположено на юго-востоке Центральной Якутии, на полуострове, образованном рекой Амга. Затапливается в половодье
Расстояние до улусного центра — села Амга — 13 км, до центра наслега — с. Бетюнцы — 4 км.

## История
Согласно Закону Республики Саха (Якутия) от 30 ноября 2004 года N 173-З N 353-III село вошло в образованное муниципальное образование Бетюнский наслег.

## Население
| 2002 | 2010 | 2021 |
| ---- | ---- | ---- |
| 5    | ↘0   | →0   |

Гендерный состав
По данным Всероссийской переписи населения 2010 года жителей не зафиксировано.
Национальный состав
Согласно результатам переписи 2002 года, в национальной структуре населения якуты составляли 100 % от общей численности населения в 5 чел..

## Инфраструктура
Животноводство (мясо-молочное скотоводство, мясное табунное коневодство)

## Транспорт
Просёлочная дорога от с. Бетюнцы